# Новый Кондаль
Новый Кондаль — село в Руднянском районе Волгоградской области, в составе Громковского сельского поселения. Основано около 1862 года.
Население — 104 (2010)

## История
В Историко-географическом словаре Саратовской губернии, составленном в 1898—1902 годах, село Новая Кондаль, Тишанка тож, Лопуховской волости Камышинского уезда Саратовской губернии. Заселено около 1862 года бывшими удельными крестьянами великороссами, переведёнными после отрезки надела из села Старый Кондаль. Земельный надел составлял 1533 десятины удобной земли, в том числе пашни — 880 десятин, леса 120 десятин, и 278,5 десятин неудобной земли. Жители занимались хлебопашеством, садоводством, огородничеством. Часть жителей уходила на заработки в Донскую область. В 1870 году открыто училище
С 1928 года — в составе Руднянского района Камышинского округа (округ упразднён в 1930 году) Нижне-Волжского края (с 1935 года Сталинградского края, с 1936 года — Сталинградской области, с 1961 года — Волгоградской области). До 1953 года село являлось центром самостоятельного Старо-Кондальского сельсовета. В 1953 году включено в состав Громковского сельсовета

## Физико-географическая характеристика
Село находится в степи, в пределах возвышенности Медведицкие яры, являющейся частью Восточно-Европейской равнины, при балке Тишанка (левый приток Медведицы). Рельеф местности холмисто-равнинный, развита овражно-балочная сеть. По балкам близ села сохранились островки байрачного леса. Почвы — чернозёмы южные. Центр населённого пункта — на высоте около 140 метров над уровнем моря.
Расстояние до областного центра города Волгограда составляет 270 км, до районного центра посёлка Рудня — 49 км. Ближайший населённый пункт — село Старый Кондаль расположено в 4 км (по прямой) к северо-востоку от Нового Кондаля.
Часовой пояс
Новый Кондаль, как и вся Волгоградская область, находится в часовой зоне МСК (московское время). Смещение применяемого времени относительно UTC составляет +3:00.

## Население
Динамика численности населения
| 1886 | 1894 | 1897 | 1911 1987 | 2002 |     |
| ---- | ---- | ---- | --------- | ---- | --- |
| 812  | 760  | 891  | 1120      | ≈240 | 152 |

| 2010 |
| ---- |
| 104  |